# Monjolo
Monjolo é uma máquina hidráulica rústica, destinada ao beneficiamento e moagem de grãos. A ferramenta foi importante, pois dispensava o uso de mão de obra escrava, que antes utilizava um pilão que trituravam os grãos de milho ou de arroz.
Pode ser usado para descascar e triturar grãos secos , resultando numa farinha mais espessa. Diversos alimentos, como o fubá e a farinha de milho, eram produzidos por meio do esmagamento nos monjolos. A ferramenta tinha capacidade de socar até trinta litros de milho em uma hora e meia. A expressão popular "trabalhar de graça, só monjolo" surgiu daí.
Com o efeito gangorra, a água impulsiona a ferramenta fazendo-a ter movimento. Em uma extremidade, uma concha é enchida com a água, fazendo a outra parte, equipada com uma estaca, se levante. Ao esvaziar a cuba, o movimento se inverte. Com esse movimento, os grãos vão sendo socados e moídos dentro de um pilão. Obviamente, a tarefa é mais demorada quando comparada com os equipamentos elétricos atuais, mas há considerável economia de energia.
Além da função primária do monjolo de descascar e moer grãos, nas fazendas pelo interior do Brasil ele tomou também outra importante função: espantar pacas e lontras que vinham do rio para se alimentarem e que estragavam a plantação. A cada batida da mão do monjolo no fundo do cocho, respeitando a periodicidade que a água lhe implicava, um som de madeira ecoava pela mata, assustando e afastando os animais.

## História

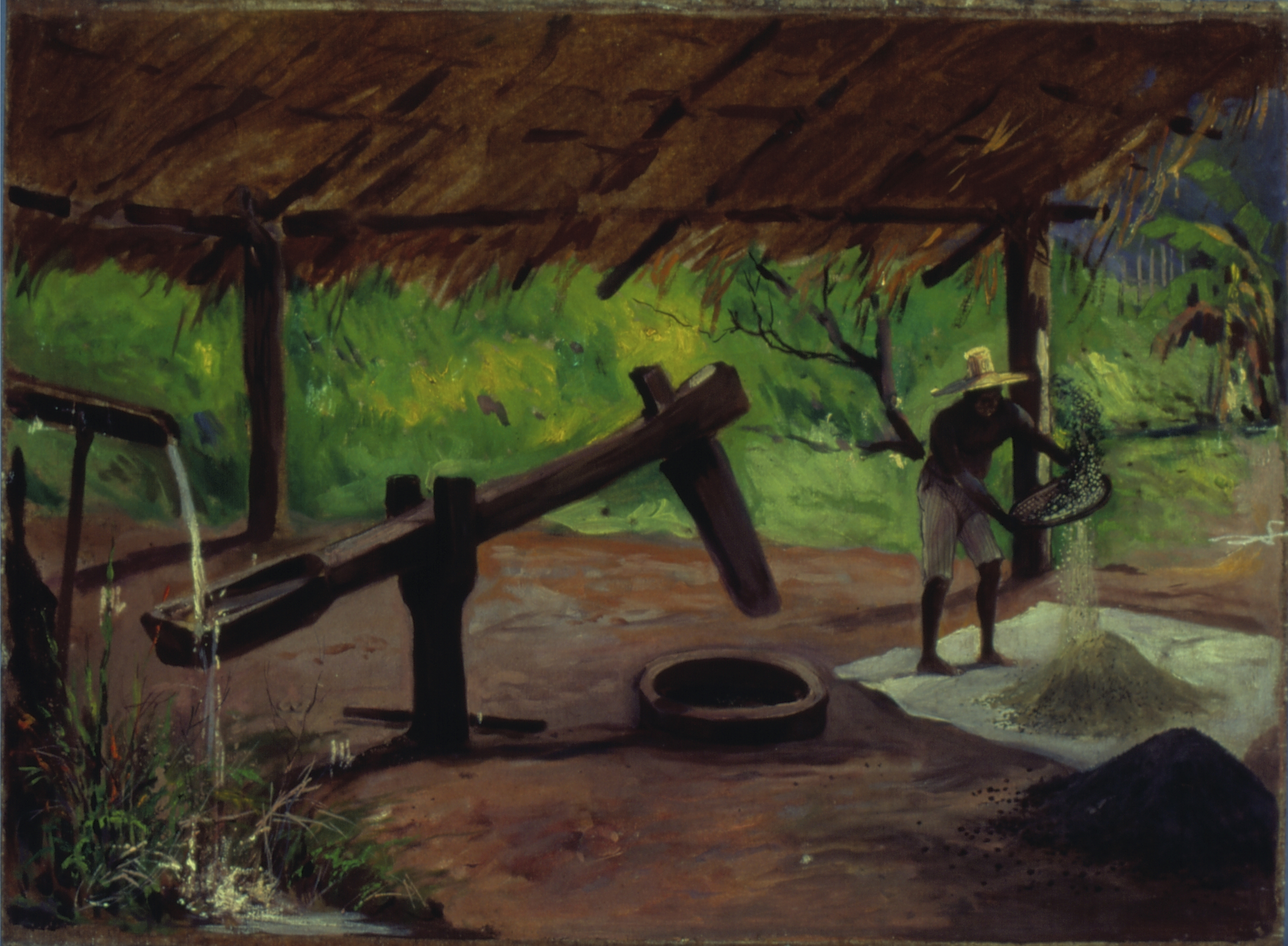
Monjolo comum, na pintura de Alfredo Norfini.

De acordo com os inventários que datam do século XIX, foi possível realizar a descrição dos monjolos e o nível de desenvolvimento técnico envolvido na ferramenta. Os estudiosos dizem ter sido Brás Cubas - um fidalgo português que esteve na Ásia com Martim Afonso de Sousa - que trouxe da China o primeiro monjolo, que foi instalado na capitania de São Vicente. Os indígenas brasileiros denominaram o utensílio de em guaguaçu, que significa o grande pilão. A palavra monjolo tem, provavelmente, origem sânscrito, vindo de mucala, que significa pilão para descascar arroz.
O monjolo é popularmente associado à cultura indígena, mas o historiador Sérgio Buarque de Holanda ressalta que a ferramenta era antes desconhecida por aquela cultura. Segundo ele, a máquina chegou ao país oriunda do Japão, China e Indochina, onde era utilizada para descascar arroz.
O monjolo é mais rápido que o pilão, ferramenta que antes realizava o trabalho que o monjolo foi capaz de modernizar, e não necessita da presença e esforço físico humano para seu funcionamento. Trabalha com a força da água, que desce pelo rego d'água, fazendo socar alternadamente a mão de pilão, descascando o arroz, o milho e o café.
A utilização do monjolo é até hoje presente na toponímia de toda uma extensa região brasileira.  A região que abriga o centro-norte de Minas Gerais até o norte do Rio Grande do Sul, passando por parte de Goiás e Mato Grosso, assinala ao menos 62 localidades que tiram o nome do rústico instrumento. 31 em Minas Gerais, 16 em São Paulo, seis no Paraná, três no Mato Grosso, três no Rio de Janeiro, duas no Rio Grande do Sul e uma em Goiás. O total seria maior se contássemos os nomes de rios ou riachos que correm pela região.

### Água: elemento fundamental
Há dois métodos de beneficiamento do café. O primeiro é dado em fazendas onde não se dispunha de água abundante para fazer mover os moinhos:
Este método, simples e primitivo, consiste em deixar as bagas o terreiro até que sequem; em seguida, levar os grãos ao monjolo, onde ocorrerá a descascagem do grão; e por último vai para a peneira, onde se conclui a limpeza.
Porém, em fazendas com água em abundância, o processo era implementado e gerava mais produtividade:
As sementes são colocadas em tinas cheias d'água para se tornarem mais moles e passam por cilindros que acabam por retirar a polpa quase que em sua totalidade; em seguida, o resto da polpa que sobra é colocado em um reservatório com água e a polpa fica facilmente retirável após alguma horas; Depois, lavam-se os grãos e deixam no terreiro para secar; Uma vez secos, são colocados no monjolo para que a ferramenta remova a casca de pergaminho, de onde seguem posteriormente para o processo de peneiração.
Por ser a força motriz por trás do funcionamento do monjolo, a água tornou-se elemento fundamental para a instalação das fazendas no interior do Brasil nos séculos XVIII e XIX.
Os monjolos, além de ecologicamente corretos, foram fundamentais para o desenvolvimento das atividades rurais nos séculos XVIII, XIX e XX.
Para o habitante do meio rural, é comum procurar morar nas proximidades dum rio ou riacho; um lugar onde haja água. Se ele é plantador de arroz ou milho terá uma das mais prestativas máquinas: o monjolo.

### Necessidade de modernização
A falta de padronização nos rústicos equipamentos responsáveis pelo beneficiamento do café, fazia com que o grão perdesse sua qualidade e tornaram- se incompatíveis com os graus de consumo da época. Pilões manuais, monjolos ou carros puxados por bois não realizavam a produção necessária para competir com novos produtos como o chá, o chocolate, a chicória e outros itens de consumo popular.
Com isso, enxergou-se a necessidade de ampliar o beneficiamento e a modernização do processo de produção do café. Assim, alguns mecanismos novos surgiram, como a inserção de máquinas a vapor para aumentar a produtividade das ferramentas existentes. As máquinas a vapor movimentavam, de acordo com a necessidade, por vezes uma prensa de açúcar, por vezes um monjolo de café, por vezes um moinho de milho.
Von Tschudi foi um importante observador do Brasil no período e suas anotações são importantes para caracterizar a conjugação das máquinas a vapor com os equipamentos agrícolas como o monjolo.
Vale ressaltar que é um erro pensar que o monjolo era a única forma de beneficiamento do café nos anos 1860. Diferentes maquinismos já eram instalados nas fazendas, mas o monjolo foi o de maior impacto e melhor produtividade no período, por isso, o mais adotado.
Além dos produtos alimentícios citados, a abertura de estradas, o beneficiamento em monjolos e pilões ajudaram a dinamizar a produção ervateira no oeste catarinense no final do século XIX e início do século XX.

## Princípios físicos para o funcionamento
O funcionamento do monjolo é dado por basicamente dois princípios físicos: o torque e o centro de massa. O monjolo iniciará seu movimento quando o torque do peso da água for igual ao torque do peso do pilão do monjolo, em relação ao apoio.
O torque, ou momento da força, é o que define a força com que o pilão do monjolo baterá no fundo do cocho. Quanto mais distante estiver a mão do monjolo do eixo de rotação, menos água será necessária para realizar o movimento de gangorra.
O centro de massa é um ponto que se comporta como se toda a massa de um corpo estivesse posicionada sobre ele. O cálculo dessa grandeza é dado de acordo com a distribuição da massa pelo corpo. No caso do monjolo a distribuição da massa sobre a ferramenta é variável à medida que a água enche a extremidade do tronco. Essa variação no centro de massa é o que causa o movimento do utensílio quando, ao encher constantemente uma extremidade, acaba deslocando o centro de massa para próximo da ponta, fazendo cair tal extremidade e ao se esvaziar, o centro de massa volta para a ponta na qual está localizada o pilão, que desce com força.

## Literatura
O escritor Rubem Alves criou uma narração fazendo alusão à forma como os materiais tecnológicos são concebidos e utilizou o monjolo como base para seu texto:
"Era uma vez um povo que morava numa montanha onde havia muitas quedas-d'água. O trabalho era árduo e o grão era moído em pilões. As mãos ficavam duras e as costas doloridas. Um dia, quando um jovem suava ao pilão, seus olhos bateram na queda-d'água onde se banhavam diariamente. Já a havia visto milhares de vezes. E também os seus antepassados. Conhecia a força da água, mais poderosa que o braço de muitos homens. Eterna e incansável, dia e noite. Uma faísca lhe iluminou a mente: não seria possível domesticá-la, ligando ao pilão? Substituir os braços, libertar os corpos, domá-la, pô-la a trabalhar? Assim foi inventado o monjolo." (Alves, 1993, p. 158)
"O monjolo, que também se chama preguiça foi descrito por alguns viajantes: todavia, não acho inútil dar aqui, em poucas palavras, uma ideia desse aparelho notável pela simplicidade. Sobre uma peça de madeira vertical e imóvel, é colocada, à maneira duma gangorra, outra peça de madeira móvel e horizontal: esta última é escavada numa das extremidades como uma larga colher, e na outra, é armada de um soquete bem resistente. A máquina está sempre colocada como já disse, debaixo de uma pequena queda d'água. O líquido, caindo de uma espécie de colher que, de um lado termina a viga oscilante, faz inclinar-se esta para o mesmo lado, enquanto a extremidade oposta, armada na parte inferior como o soquete que eu descrevi, se ergue descrevendo um arco de circunferência: mas enquanto a extremidade escavada se inclina, a água escorre, o peso do pilão sobrepuja o da colher, a máquina range, e o pilão cai pesadamente num cocho destinado a receber o grão." - Arredores de Juiz de Fora, MG, 1816
Auguste Saint-Hilaire, Viagem pelas Províncias do Rio de Janeiro e Minas Gerais, p. 56